# Ellar Coltrane
Ellar Coltrane Kinney Salmon (Austin, 27 de agosto de 1994) é um ator americano. Ficou conhecido por ser o protagonista do filme Boyhood, que levou 12 anos a ser filmado, da sua infância com 6 anos à sua juventude aos 18 anos.

## Carreira
Ellar Coltrane nasceu na cidade de Austin, no estado do Texas. Começou sua carreira como ator em 2002, com apenas seis anos de idade, quando foi recrutado pelo diretor Richard Linklater para interpretar o personagem Mason no filme Boyhood. Coltrane foi filmado ao longo de sua infância durante um período de 12 anos. Ao longo das filmagens de Boyhood, Coltrane cresceu 27 polegadas (aproximadamente 70 cm) e teve 72 cortes de cabelo. Esta longa-metragem demorou 12 anos para ser concluído, e durante esse período Coltrane atuou em outros filmes como Fast Food Nation.

## Filmografia
| Ano  | Filme                                  | Personagem         |
| ---- | -------------------------------------- | ------------------ |
| 2002 | Dinheiro e Má Companhia                | Earl               |
| 2005 | Faith & Bullets                        | Thomas Chaney, Jr. |
| 2006 | Nação Fast Food: Uma Rede de Corrupção | Jay Anderson       |
| 2009 | Hallettsville                          | Tyler              |
| 2014 | Boyhood                                | Mason              |
| 2017 | The Circle                             | Mercer             |